# Mount Cargill
Mount Cadgill är ett vulkaniskt berg med en höjd av 676 meter över havet, som ligger cirka 15 km norr om staden Dunedin, Nya Zeeland. 
Berget döptes av de europeiska kolonialisterna efter William Cargill, en av grundarna av den nyzeeländska regionen Otago. 
Det finns många populära vandringsleder runt berget, men även en 104,5 meter hög radiomast på toppen.